# 袋入り焼きそば
袋入り焼きそば（ふくろいりやきそば）は、北海道美唄市に所在する製麺メーカー角屋（かどや）が発祥の袋に入った焼きそば。「美唄焼きそば」とも呼ばれる。

## 概要
焼きそばという名称であるがゆで（蒸し）そばに調味液を絡めた味付き麺である。麺は、ストレート麺で具材は無しの製品で角屋の復刻版のみスライスされた紅しょうがが添付されているだけである。また、麺がほぐれやすくするために油分がかなり多いのが特徴である。

## 食べ方
各メーカー共に電子レンジ・フライパン調理による加熱をおすすめとしているが美唄では袋を破り、箸を使わずそのまま食すことが定番となっている。

## 種類
製造元：角屋
- 味付けゆで焼きそば・復刻版角屋のやきそば（紅しょうがが添付）・角屋の塩やきそば・角屋の石炭やきそば
  - 美唄市内近郊にて展開。物産展、大丸札幌店でも展開。

製造元：菊水
- そのまんま焼きそば
  - 北海道内のセブンイレブンにて展開。

製造元：琴似製麺
- 琴似製麺謹製焼きそば・琴似製麺謹製塩焼きそば
  - 北海道内のローソンにて展開。

製造元：イケダパン
- このまんま焼きそば
  - 鹿児島県にて展開。

## メディア
- 秘密のケンミンSHOW（読売テレビ、2009年6月18日）